# Discocleidion rufescens
Discocleidion es un género monotípico de arbustos perteneciente a la familia de las euforbiáceas. Su única especie: Discocleidion rufescens, es originaria de China.

## Descripción
Son arbustos o árboles pequeños, que alcanzan un tamaño de 1.5-5 m de altura. Ramitas, hojas, inflorescencias y flores densamente pubescentes de color amarillento o blanquecino. Estípulas lanceoladas, de 3-5 mm; pecíolos 4-10 cm, ovadas hoja o cuchilla triangular-ovadas 14.5 × 12.3 cm, papiráceas, tomentoso abaxialmente, pilosa adaxialmente, base obtusa, subtruncadas o ligeramente cordiforme, con 2 o 3 pares de glándulas, estipelas lineales, de 2-3 mm, con glándulas marginales, serrulate margen, ápice acuminado. Las inflorescencias en panículas (8-) 15-20 cm; brácteas ovadas o lanceoladas, de 2 mm. Las flores masculinas 3-15 por bráctea; pedicelo de 3 mm, cáliz globoso, ca. 2,5 mm de diámetro. Sépalos 3-5; 35-60 estambres. Las flores femeninas 1 o 2 por bráctea; pedicelo 7-12 mm; lóbulos del cáliz 5. El fruto es una cápsula de 6-8 mm de diámetro. Semillas ovoides, de 5 mm, verrugado. Fl. De mayo a octubre, fr. julio-nov.

## Distribución y hábitat
Se encuentra en las laderas de montaña, por lo general en los bosques de piedra caliza o matorrales; a una altitud de 200-1000 metros en Anhui, Gansu, Guangdong, Guangxi, Guizhou, Hubei, Hunan, Shaanxi, Shanxi y Sichuan en China.

## Taxonomía
Discocleidion rufescens fue descrita por (Franch.) Pax & K.Hoffm. y publicado en Das Pflanzenreich 63(IV. 147. VI): 45. 1914.
Sinonimia
- Acalypha giraldii Pax ex Diels
- Alchornea rufescens Franch. basónimo
- Mallotus cavaleriei H.Lév.
- Wetria rufescens (Franch.) Pamp.[4]